# Kõrgessaare
Kõrgessaare è un ex comune dell'Estonia situato nella contea di Hiiumaa, nell'Estonia nord-occidentale; classificato come comune rurale, il centro amministrativo era l'omonimo borgo (in estone alevik), nel nord dell'isola di Hiiumaa.
Nell'ottobre 2013 è stato soppresso e accorpato con Kärdla per costituire il comune di Hiiu, che a sua volta nel 2017 è entrato a far parte del comune rurale di Hiiumaa.

## Località
Oltre al capoluogo, il centro abitato comprendeva altre 58 località (in estone küla):
Heigi, Heiste, Heistesoo, Hirmuste, Hüti, Isabella, Jõeranna, Jõesuu, Kalana, Kaleste, Kanapeeksi, Kauste, Kidaste, Kiduspe, Kiivera, Kodeste, Koidma, Kopa, Kõpu, Kurisu, Laasi, Lauka, Lehtma, Leigri, Lilbi, Luidja, Mägipe, Malvaste, Mangu, Mardihansu, Meelste, Metsaküla, Mudaste, Napi, Nõmme, Ogandi, Ojaküla, Otste, Palli, Paope, Pihla, Poama, Puski, Reigi, Risti, Rootsi, Sigala, Sülluste, Suurepsi, Suureranna, Tahkuna, Tammistu, Tiharu, Ülendi, Viita, Viitasoo, Vilima, Villamaa.